# Larry Burrows
Larry Burrows (Londen, 29 mei 1926 - Laos, 10 februari 1971) was een Britse persfotograaf die vooral bekend werd door zijn foto's van de Amerikaanse betrokkenheid bij de Vietnamoorlog.
Toen hij zestien jaar oud was ging hij van school en kreeg een baan op het kantoor van Life in Londen. Daar drukte hij foto's af. Volgens sommige bronnen was Burrows verantwoordelijk voor het smelten van de negatieven van Robert Capa's D-Day opnamen in de droogkast. Volgens John G. Morris was dit echter de schuld van een andere technicus.
Burrows werd in 1945 fotograaf. In 1950 wilde hij de Koreaanse Oorlog verslaan, maar was daarvoor nog te jong. Aanvankelijk was hij voor Life werkzaam in Kongo en in het Midden-Oosten. In 1962 was hij voor het eerst in Vietnam en besloot daar tot het einde van de oorlog te blijven. Van 1962 tot zijn dood in 1971, legde Burrows de oorlog in Vietnam vast.
Hoewel hij geen ervaring als oorlogsverslaggever had vond Burrows snel zijn weg in de chaos van de oorlog. Hij was getalenteerd, moedig en had sympathie voor het Vietnamese volk. Daardoor werd hij - met Henri Huet - een van de bekendste fotografen van de Vietnamoorlog.
Burrows stierf samen met de fotojournalisten Henri Huet, Kent Potter en Keisaburo Shimamoto, toen hun helikopter boven Laos werd neergeschoten.
Voor Life fotografeerde Burrows 15 coverstory's.
Burrows won driemaal de Robert Capa Prijs in goud. In 1967 werd hij door de NPPA (National Press Photogaphers’ Association) tot fotograaf van het jaar gekozen.
In 2002 kreeg zijn postuum verschenen boek Vietnam de Prix Nadar.

## Voetnoten
1. ↑  Flying Short Course: Evolving Newspapers Pushing Photojournalists For Video
2. ↑  Morris blames it on a young developer named Dennis Banks. John G. Morris, "Get the picture, A personal history of photojournalism", Random House Inc, N-Y 1998

- Bibliothèque nationale de France: cb144397600 (data)
- Gemeinsame Normdatei: 124518583
- International Standard Name Identifier: 0000 0000 6658 7554
- Library of Congress Control Number: n78005619
- Nationale Bibliotheek van Israël: 987007271084005171
- Nederlandse Thesaurus van Auteursnamen: 262275643
- PIC: 9470
- RKD-Nederlands Instituut voor Kunstgeschiedenis: 380512
- SNAC: w61v6kx5
- Système universitaire de documentation: 069506507
- Union List of Artist Names: 500124535
- Virtual International Authority File: 69149239
- WorldCat: E39PBJjdd9VpGmmVxfT4VhMMfq